# Lamine Gassama
Lamine Gassama (Marsella, Francia, 20 de octubre de 1989) es un futbolista senegalés, de origen francés y guineano. Desde 2022 juega en el F. C. Stade-Lausana-Ouchy de la Superliga de Suiza.

## Trayectoria
Se unió en 2006 a la academia del Olympique de Lyon, ascendiendo al primer equipo en la temporada 2008-09 después de firmar el 2 de septiembre un contrato profesional hasta 2011.
Tras disputar 24 partidos oficiales, el 26 de enero de 2012 se unió al F. C. Lorient en una transferencia gratuita, después que el Olympique de Lyon decidiera no extender su contrato que finalizaba en junio de ese año. Con este equipo llegó a disputar 116 encuentros en la Ligue 1.
Posteriormente se fue a Turquía, donde jugó para el Alanyaspor y el Göztepe S. K.
Tras comenzar la temporada 2021-22 sin equipo, el 14 de marzo de 2022 firmó por el Centre d'Esports Sabadell de España. Estuvo hasta final de campaña y, en julio, se fue al F. C. Stade-Lausana-Ouchy.

## Selección nacional
Ha sido internacional con la selección de fútbol de Senegal, con la que ha jugado 48 partidos. Formó parte del equipo que participó en el Mundial 2018.

### Participaciones en Copas del Mundo
| Mundial      | Sede  | Resultado    | Partidos | Goles |
| ------------ | ----- | ------------ | -------- | ----- |
| Mundial 2018 | Rusia | Primera fase | 1        | 0     |

## Clubes
| Club                      | País                | Año           | Partidos | Goles | Media |
| ------------------------- | ------------------- | ------------- | -------- | ----- | ----- |
| Olympique de Lyon         | Francia             | 2008-2012     | 20       | 0     | 0     |
| F. C. Lorient             | Francia             | 2012-2016     | 116      | 1     | 0.01  |
| Alanyaspor                | Turquía             | 2016-2018     | 62       | 0     | 0     |
| Göztepe S. K.             | Turquía             | 2018-2021     | 78       | 0     | 0     |
| C. E. Sabadell F. C.      | España              | 2022          | 5        | 0     | 0     |
| F. C. Stade-Lausana-Ouchy | Suiza               | 2022-         | 51       | 1     | 0.02  |
| Total en su carrera       | Total en su carrera | 2008-presente | 332      | 2     | 0.01  |